# Shipan
Shipan (kinesiska: 石盘) är en socken i sydvästra Kina. Den ligger i Pengshui härad i storstadsområdet Chongqing,  omkring 160 kilometer öster om det centrala stadsdistriktet Yuzhong. Antalet invånare är 2 537. Befolkningen består av 1 194 kvinnor och 1 343 män. Barn under 15 år utgör 23,0 %, vuxna 15-64 år 61 %, och äldre över 65 år 14,0 %.